# Надежда Станојевић
Надежда Станојевић  (Пирот, 9. август 1887 — Београд, 17. јануара 1978) била је прва Српкиња педијатар, учесница балканских и Првог светског рата. Додељен јој је Орден Светог Саве V реда.

## Живот и каријера
Рођена је у угледној пиротској породици, као једно од троје деце, од оца Станоја, царинског чиновника, и мајке Марије, пореклом из угледне цинцарске породице из варошице Брезник, чији је отац Димитрије, био имућан трговац, који је своје синове школовао у иностранству, а кћери веома богато удомио.

### Детињство и основно школовање
Надежда је детињство провела у Пироту, живећи са родитељима и браћом у родитељској кући, која је по изгледу подсећала на манастирски конак.
Кућу су посећивали „као клуб интелектуалаца“ многе угледне личности које су тада живеле у Пироту: Стеван Сремац, Јаша Продановић, Радоје Домановић.
 Основну школу и прва два разреда гимназије завршила је заједно са старијим братом Владимиром, у Пироту. Школовање је наставили у познатој нишкој гимназији „Краљ Милан“, у којој се међу вршњацима истакла као одличан ђак.
Након што се са породицом преселила у Београд,1903. године, завршаила је Трећу београдску гимназију, као најбољи ђак у разреду.

### Студије медицине у Русији
По завршетку средње школе са братом одлази у Русију, на студије медицине. У Петровграду је уписала Женски медицински факултет, а брат Владимир Војномедицинску академију.
По избијању револуције, 1905. године и штрајка студената, једно време нису могли да похађају наставу, али су то време искористили за учење руског језика и упознавање руске културе, историје и уметности, што им је касније помогло да брже напредују у студијама.
 Надежда је стекла звање лекара, 1911. године; након што је дипломирала са одличним успехом.
По  завршетку студија у Русији, вратила е у Србију, почетком 1912. године, и одмах започела лекарски стаж на Интерном одељењу Опште државне болнице у Београду.

### Балкански ратови
Када је 1912. избио Први балкански рат, као и све жене лекари у Краљевини Србији мобилисана је, и распоређена на место управника Резервне војне болнице у Пироту, у којој је била и једини лекар у граду. У Пироту је сем војника и официра, била у обавези да лечи и цивилно становништво.

### Велики рат
Почетком Првог светског рата, Надежда Станојевић је поново мобилисана и постављена за управника Резервне војне болнице у Ужицу. У Ужицу је у периоду од 1912 до 1918. године, др Надежда лечила цивилно становништво, војнике и официре. Током велике епидемије тифуса 1915. године, као једна од више ратних лекара, лечећи тифусаре и сама је оболела од пегавог тифуса, са последицом тромбозе леве ноге. После опоравка, током 1915. године премештена је у Резервну болницу у Ваљеву, где је остала до повлачења војске и становништва.
У јесен 1915. отишла је у Чачак, где је пала у заробљеништво од стране окупатора. Као заробљеник, радила је на Хируршком одељењу аустроугарске војне болнице. Почетком јануара 1916. године, прешла је са сестром Љубицом (зубним лекарем) у Београд, где је све време окупације радила на Интерном одељењу Опште државне болнице.
У јануару 1918. године отпутовала је у Санџак у жариште  епидемија пегавог тифуса, на место шефа Интерног одељења Резервне војне болнице. У овој болници лечила је цивилно становништво, пуна три месеца, првенствено муслиманке које нису дозвољавале да их лече мушкарци.
По повратку у Београд, наставила је да ради у Општој државној болници до завршетка Првог светског рата.

### Усавршавање у Француској
Почетком 1919. године отпутовала је у Париз на специјализацију педијатрије код професора Марфана, тада једног од најчувенијих педијатара, доајена париске педијатријске школе, у „Hopital des enfants malades“. Током специјализације завршила је и курс из пуерикултуре, на ком је стекла потребна знања из хигијене, неге и патологије деце најмлађег узраста.

Након две године проведене на усавршавању у Паризу вратила се у Београд, и на предлог др Андрије Штампара, начелника у Министарству народног здравља, написала и објавила извештај о свом раду у Паризу који је штампан у Гласнику Министарства народног здравља у марту 1920. године, под насловом „Борба са дечијом смртношћу у Француској“.
Користећи стечено искуство и знање из Француске, на Акушерском одељењу, Опште државне болнице у Београду, 1921. године, уз помоћ др Јована Јовановића др Надежда Станојевић оснива прво Саветовалиште за мајке у Србији. Убрзо се показало да је било и те како од користи, јер се из дана у дан повећавао број мајки које су тражиле савете и помоћ.

### Између два светска рата
Рад др Надежде у Дому „Српска мајка“ трајао је до почетка Другог светског рата, када је на свој захтев отишла у пензију. По њеном одласку сам рад је у Дому скоро престао, због недостатка особља и ратних разарања.

### У ослобођеној СФР Југославији
По завршетку Другог светског рата др Надежда је због недостатака кадрова поново ступила у службу и постала управница Дома материнског удружења, који се налазио у лепој, импозантној и великој згради на углу улице Краља Милутина и Студеничке. Данас, је у тој згради смештен Институт за неонатологију Србије. У овој установи радили су угледни српски педијатри, поред др Надежде Станојевић и проф. др Урош Ружичић, прим. др Миша Субић и други.
Одлуком Министарства народног здравља 1950. године др Надежда је разрешена дужности управника, али је остала и даље на раду у овој установи, све до одласка у заслужену пензију 1953. године. У међувремену, одлуком тог истог Министарства, додељена јој је похвалница „за несебичан и примеран рад као лекара“.
Преминула је у 91. години живота, 17. јануара 1978. године у Београду. Сахрањена је  у породичној гробници на Новом гробљу у Београду.

## Дело
Користећи стечено искуство и знање из Француске, др Надежда Станојевић је на Акушерском одељењу Опште државне болнице у Београду 1921. године, уз помоћ др Јована Јовановића,  основала прво Саветовалиште за мајке у Србији, у коме се непрестано повећавао број мајки које су тражиле савете и помоћ дечјег лекара.
Постепено је Саветовалиште за мајке прерасло у Диспанзер за одојчад. Ту др Надежда почиње да примењује Бе-Се-Же (BCG) вакцину већ код новорођенчади од 1927. године уз сагласност Секције Српског лекарског друштва за дечију медицину, а под надзором др Миленка Матерног и др Стаје Стајића. Вакцину је припремао у Хигијенском заводу у Београду др Ранковић.
Поред стручног рада у Диспанзеру др Надежда је предавала хигијену у Трећој женској гимназији у Београду, била професор у Бабичкој школи у Београду. У Друштву „Српска мајка“ које је основано 1911. године, у Београду, на иницијативу др Јована Јовановића, развила је своје најопсежније активности као педијатар, радећи у њему од 1921. до 1941. године.

## Признања
- 1913. — Орден  Светог Саве V реда, за ратне заслуге у Балканским ослободилачким ратовима.(3,4)
- 1972. — Орден заслуга за народ са сребрним венцем, поводом стогодишњице Српског лекарског друштва(6)